# Jesetra
Jesetra (lat. Acipenser), rod riba iz porodice jesetri (Acipenseridae), dio razreda Acipenseriformes (jesetrovke). Sastoji se od od najmanje 17 vrsta. Jesetre su i morske i slatkovodne ribe sjeverne polutke. Životni vijek im je veoma dug a spolnu zrelost dostižu nakon više godina života.
Tijelo im je vretenasto, kostur hrskavični, a gubica duga i zašiljena u obliku rila. Usta su malena, ispod kojih vise četiri brka. Duž tijela ima 5 nizova izbočenih koštanih ploča.
Većinu života provode u moru, a mrijeste se u rijekama u travnju i svibnu.

## Vrste
1. Acipenser baerii Brandt, 1869, sibirska jesetra
  1. Acipenser baerii baerii, (Sibirska jesetra)
  2. Acipenser baerii baicalensis, (bajkalska jesetra)
2. Acipenser brevirostrum Lesueur, 1818, kratkonosa jesetra
3. Acipenser dabryanus Duméril, 1869
4. Acipenser fulvescens Rafinesque, 1817, u engleskom jeziku nazivana jezerska jesetra (lake sturgeon)
5. Acipenser gueldenstaedtii Brandt & Ratzeburg, 1833, ruska jesetra, dunavska jesetra
6. Acipenser medirostris Ayres, 1854, zelena jesetra
7. Acipenser mikadoi Hilgendorf, 1892, sahalinska jesetra
8. Acipenser naccarii Bonaparte, 1836, jadranska jesetra
9. Acipenser nudiventris Lovetsky, 1828, sim, kečiga kratkonosa
10. Acipenser oxyrinchus Mitchill, 1815,
11. Acipenser persicus Borodin, 1897, perzijska jesetra
12. Acipenser ruthenus Linnaeus, 1758,  kečiga
13. Acipenser schrenckii Brandt, 1869, amurska jesetra; japanska jesetra
14. Acipenser sinensis Gray, 1835, kineska jesetra
15. Acipenser stellatus Pallas, 1771, pastruga
16. Acipenser sturio Linnaeus, 1758, štirjun, atlantska jesetra
17. Acipenser transmontanus Richardson, 1836, bijela jesetra

- Acipenser fulvescens
- Acipenser gueldenstaedtii